# Aristide di Tebe il vecchio
Aristide di Tebe, detto il vecchio (Tebe, ... – ...; fl. IV secolo a.C.) è stato un pittore e scultore greco antico attivo nel IV secolo a.C.

## Biografia
Come bronzista Plinio lo dice allievo di Policleto (Nat. hist., XXXIV, 50; 72) e autore di bighe e quadrighe. In pittura fu invece discepolo di Euxeinidas (Nat. hist., XXXV, 75) e fondatore della scuola pittorica tebano-attica.
Fu probabilmente parente, forse il nonno, di Aristide di Tebe, pittore omonimo attivo durante il regno di Alessandro Magno, e padre e maestro di Nicomaco di Tebe. Lo si ricorda anche come maestro di Eufranore.